# 馬平瓜里國家公園

8°45′07″S 64°38′35″W / 8.752°S 64.643°W
馬平瓜里國家公園（葡萄牙語：Parque Nacional Mapinguari），是巴西的國家公園，位於該國北部朗多尼亞州和亞馬遜州，成立於2008年6月5日，佔地177.7萬公頃，覆蓋卡努塔馬、拉布里亞和韋柳港。